# Strage di Pescopagano
La strage di Pescopagano è stata una strage di camorra avvenuta il 24 aprile 1990 davanti al bar "Centro" della frazione di Pescopagano nel comune di Mondragone. La mattanza fu causata dall'obiettivo di bloccare per conto del boss Antonio Bardellino la vendita di droga nella zona tra Castel Volturno e Mondragone, da un conflitto interno tra le due principali organizzazioni malavitose del posto, il clan La Torre, che gestiva da anni l'intero territorio, e i Casalesi.

## Cronologia dell'accaduto
Nell'agguato al bar "Centro" morirono due persone, Naj Man Fiugy e Alfonso Romano; e sei rimasero ferite. Subito dopo il gruppo di fuoco uccise tre stranieri: Haroub Saidi Ally, Ally Khalifan Khanshi, Hamdy Salim; a bordo di una Fiat 127 parcheggiata vicino all'esercizio commerciale e ferì il quarto occupante della vettura.
Tra i morti ed i feriti anche: Alfonso Romano, un imbianchino che stava bevendo una birra e che nei giorni precedenti – comparso in un filmato della Rai – aveva chiesto la testa degli extracomunitari; un ragazzo di 14 anni, Francesco Bocchetti, ferito gravemente alla spina dorsale e poi rimasto paralizzato, si era trattenuto al bar per tenere compagnia al padre il gestore del locale e Naj Man Fiugy, un ragazzo iraniano venuto al bar per farsi una partita al billiardo.

## Il processo
A distanza di 17 anni dalla strage, nel gennaio 2007, furono arrestati tre pregiudicati, elementi di spicco del clan La Torre, in passato attivo nel casertano. Le indagini dei pm della Direzione Distrettuale Antimafia di Napoli Raffaele Cantone e Giuseppe Noviello portarono all'emissione di un ordine di custodia cautelare nei confronti di Giuseppe Fragnoli, 57 anni, Angelo Gagliardi, 53 anni, e Massimo Gitto, cinquantatreenne anche lui, tutti accusati di strage, omicidio aggravato, detenzione e porto illegale di armi comuni e da guerra, si conclusero con il processo in corte di assise a Napoli.

### Primo grado
Massimo Gitto, Angelo Gagliardi e Giuseppe Fragnoli (in concorso con Vincenzo De Falco, Ciro De Feo, Ferdinando Brodella, Aniello Sabatino, Augusto La Torre e Tiberio Francesco La Torre), che furono condannati in primo grado alla pena di 30 anni di reclusione, poiché causarono la morte di cinque persone ed il ferimento di altre sette, sono stati condannati dalla terza corte di assise di Napoli, presidente Ambrogio di Meo.

### Secondo grado e Cassazione
Il procedimento di secondo grado si è svolto davanti alla Corte d'appello di Napoli, i tre imputati si sono viste le condanne dimezzate a 15 anni e 4 mesi di reclusione; infine nel settembre 2009 la Corte di cassazione ha confermato le condanne comminate in secondo grado dopo che la procura aveva presentato ricorso.